# DirectX

Microsoft DirectX este o colecție de API-uri pentru controlul funcțiilor multimedia, în special pentru programarea jocurilor video, pe platformele Microsoft. Inițial, numele acestor API-uri au început cu Direct, cum ar fi Direct3D, DirectDraw, DirectMusic, DirectPlay, DirectSound și așa mai departe. Numele DirectX a fost inventat ca termen scurt pentru toate aceste API-uri (X-ul a fost folosit pentru numele anumitor API-uri) și a devenit în curând numele întregii colecții. Când Microsoft a stabilit mai târziu să dezvolte o consolă de jocuri, X constituit baza numelui consolei Xbox astfel indicându-se faptul că consola era bazată pe tehnologia DirectX.X inițial a fost folosit in continuare în denumirea API-urilor proiectate pentru Xbox, cum ar fi XInput și XACT, iar modelul DirectX a fost continuat pentru API-urile Windows, cum ar fi Direct2D și DirectWrite.
Direct3D (3D GAPI-ul din cadrul DirectX) este utilizat pe scară largă în dezvoltarea jocurilor video pentru Microsoft Windows și a gamei de console Xbox. Direct3D este, de asemenea, utilizat de alte aplicații software pentru vizualizare și sarcini grafice, cum ar fi ingineria CAD / CAM. Deoarece Direct3D este cea mai mediatizată componentă a DirectX-ului, este comun să se vadă numele "DirectX" și "Direct3D" folosite interschimbabil.
Kitul de dezvoltare software DirectX (SDK) este alcătuit din biblioteci runtime în formă binară redistribuitabilă, împreună cu documentația și anteturile care o însoțesc pentru utilizare în codificare. Inițial, runtime-urile au fost instalate numai de jocuri sau explicit de către utilizator. Windows 95 nu a lansat cu DirectX, dar DirectX a fost inclus cu Windows 95 OEM Service Release 2.Windows 98 și Windows NT 4.0 ambele au fost livrate împreună cu DirectX, la fel ca orice versiune de Windows lansată de atunci. SDK-ul este disponibil ca descărcare gratuită. În timp ce runtime-urile sunt proprietate, software-ul cu sursă închisă, codul sursă este furnizat pentru majoritatea mostrelor SDK. Începând cu lansarea Previzualizării pentru dezvoltatori Windows 8, SDK-ul DirectX a fost integrat în SDK-ul Windows.